# Harran
Harran (Carrhae en latin, ou Carrhes en français) est une ville et un district de Turquie, dans le sud-est de la Turquie actuelle, au croisement des routes de Damas, de Karkemich et de Ninive. C'est également un site archéologique : on peut y voir les murailles de la cité antique, longues de cinq kilomètres, et d'importants vestiges médiévaux tels que le château et l'Ulu Camii, une grande mosquée du VIIIe siècle. De nos jours, subsistent seulement deux villages aux constructions typiques de pierre et d'argile crue surmontées de coupoles en formes de ruches, tandis qu'un habitat moderne se développe aux abords du site archéologique.
La ville, conjointement avec celle de Sanliurfa, a été proposée en 2000 pour une inscription au patrimoine mondial. Elle figure sur la « liste indicative » de l’UNESCO dans la catégorie patrimoine culturel.
Elle est notamment connue pour avoir été le lieu de la bataille de Carrhes.

## Antiquité
L'occupation la plus ancienne est datée d'environ 6200 av. J.-C. et elle est typique de la culture de Halaf. Vers 3000 av. J.-C., la ville s'entoure de remparts, et elle fait partie du réseau de cités-États de l'époque. Grâce aux tablettes d'Ebla, on sait que vers 2400 av. J.-C. la princesse d'Ebla Zugalum épousa le roi de Harran, scellant une alliance durable entre les deux cités. Vers 2270 av. J.-C., Harran est conquise par Sargon d'Akkad. Vers 2000 av. J.-C., un important temple consacré au dieu de la lune Sîn y est bâti. Ses ruines se trouvent actuellement sous le palais du Calife Marwan II.
Les Grecs appelaient la ville Κάρραι, Karrhai, nom francisé en Carrhes. Sa situation géographique, dans la vallée du fleuve Balissos (aujourd'hui Balīkh) et au croisement de deux pistes caravanières, en a fait un point stratégique au cours de l'Histoire. L'une de ces pistes reliait la Syrie à la vallée du Tigre, l'autre conduisait vers l'Euphrate et le golfe Persique à partir de la vallée du Halys. Des inscriptions assyriennes la mentionnent vers 1100 av. J.-C. sous le nom de Harranu, ce qui signifierait route, itinéraire en akkadien. Ce carrefour commercial était connu des Romains : Pline l'Ancien, au Ier siècle apr. J.-C., mentionne le commerce de l'encens et des parfums sur le marché de Carrhes.
Harran a subi au cours des siècles la domination de plusieurs puissances : après les Amorrites et le royaume de Mitanni, la ville fut brûlée par les Hittites et elle passa ensuite sous domination assyrienne. Des stèles gravées en caractères cunéiformes font référence au roi babylonien Nabonide (556-539 av. J.-C.). Elle fut finalement intégrée à l'empire achéménide. Après les conquêtes d'Alexandre le Grand, elle fut gouvernée par les Macédoniens et par la dynastie des Séleucides. Ainsi se constitua une importante communauté de langue grecque qui y prospéra. Des ateliers royaux frappèrent à Carrhes des tétradrachmes et même des octodrachmes en argent, monnaie du commerce. Longtemps après l'arrivée des Parthes, vers la fin du IIe siècle av. J.-C., une population grecque qui s'identifie encore comme telle vint au secours des soldats romains d'Afranius, en 65-64 av. J.-C.
En 53 av. J.-C., la ville et ses alentours furent le théâtre de l'un des plus grands désastres militaires de l'histoire romaine. La bataille de Carrhes opposa les forces du triumvir Crassus à l'armée parthe commandée par le général Suréna.

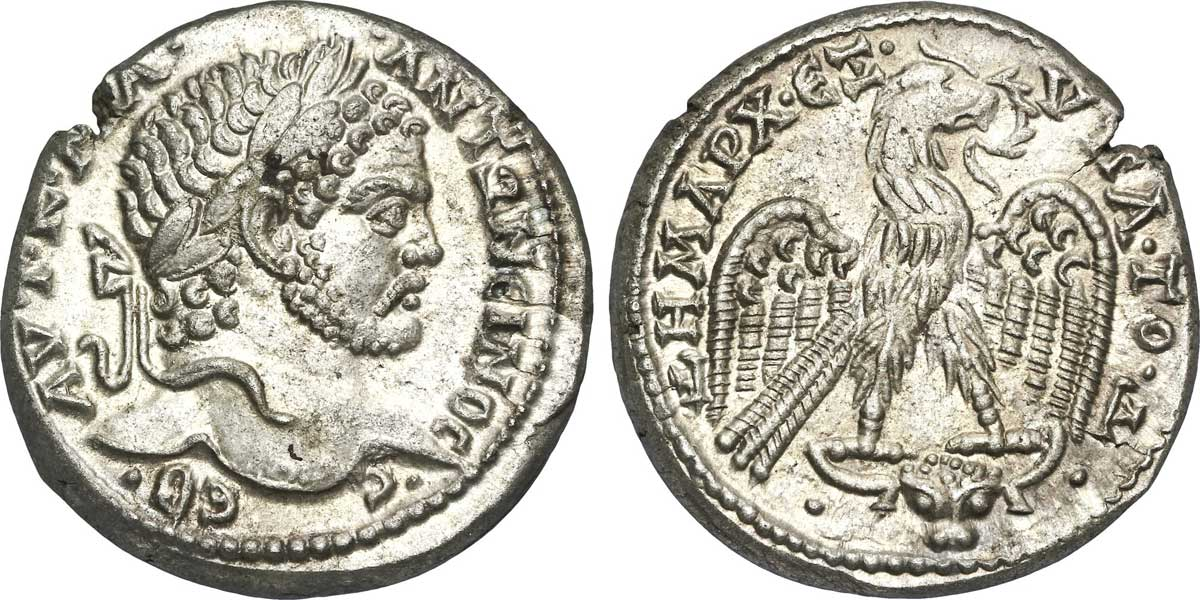
Monnaie frappée en la cité de Carrhae

À partir de cette époque, elle appartient au royaume d'Adiabène, ou au royaume d'Osroène lorsqu'il existait deux royaumes distincts. Sauf lors de courtes périodes, ces deux royaumes furent gouvernés par la dynastie Abgar d'Édesse, ou Monobaze d'Adiabène, qui étaient toutes deux des Abgar. Au Ier siècle, le roi d'Adiabène donna la seigneurie de Carrhes (Harran) au fils qu'il avait désigné pour lui succéder.
À l'époque de Septime Sévère, Carrhes devenue une colonie romaine possédait des ateliers frappant des monnaies de bronze. La ville fut enfin conquise par les Perses en 238 apr. J.-C., mais reprise par les armées romaines conduites par l'empereur Gordien III au printemps 243.

## Carrhes, refuge de l'hellénisme
En 529, l'empereur romain d'Orient, Justinien Ier, fait fermer l'école d'Athènes. Sept philosophes néoplatoniciens durent ainsi quitter Athènes : Damascius le Diadoque, Simplicios de Cilicie, Priscien de Lydie, Eulamios de Phrygie, Hermias de Phénicie, Diogène de Phénicie et Isidore de Gaza. Ils s'exilèrent volontairement en Perse, chez le roi Khosrô Ier, qui les installa à Harran ; après le traité de paix conclu entre Khosrô Ier et Justinien Ier en 532, ils rentrèrent en Grèce.

## Civilisations chrétienne et musulmane

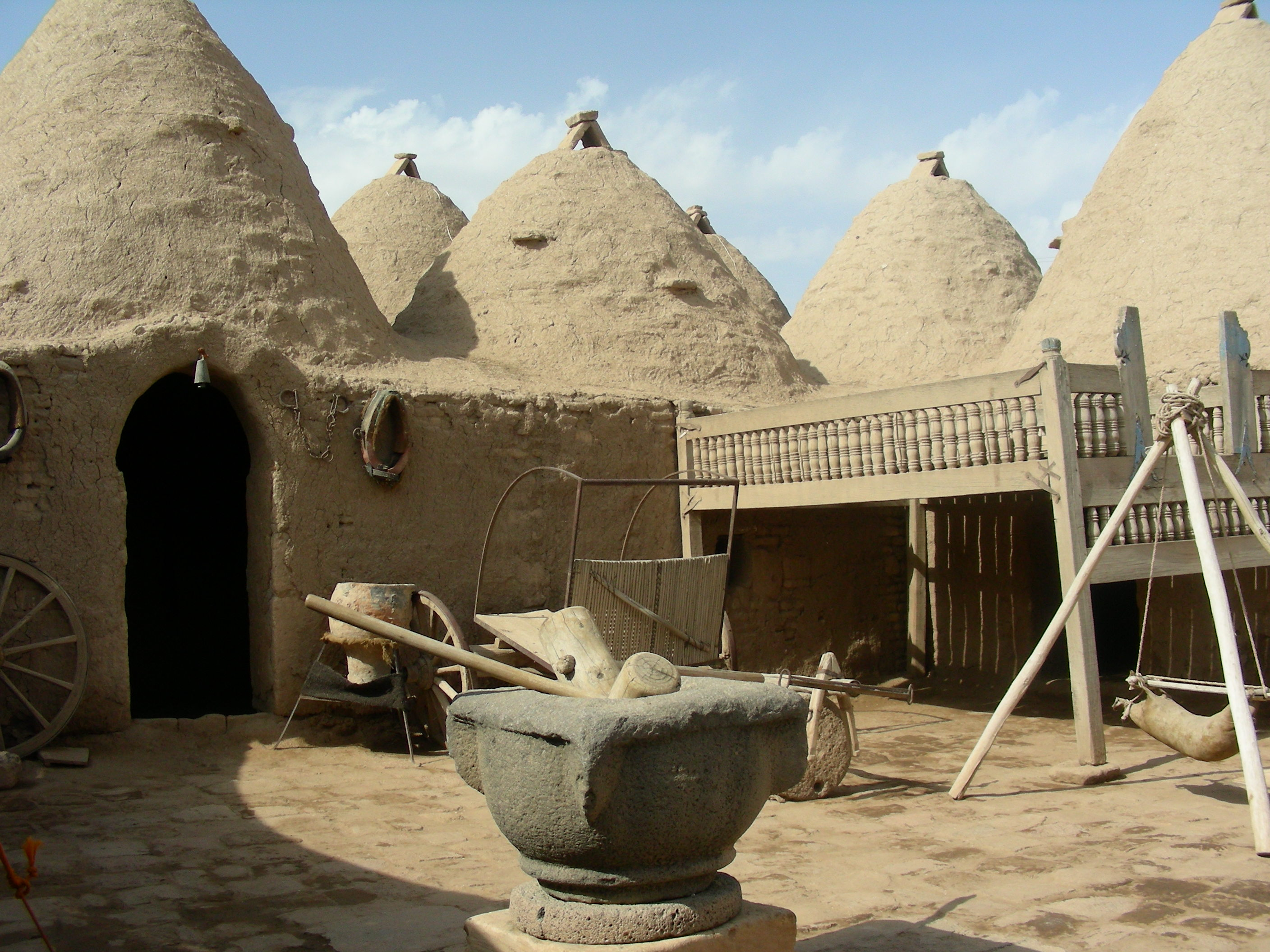
Maisons-ruches (Kubbe ev).

Les textes syriaques évoquent un évêque monophysite, Siméon des Olivies, qui s'efforça vers 700 de convertir des manichéens, des païens et des juifs de la région. Ils évoquent également des Sabéens, ceux de la ville de Harran ayant joué un grand rôle dans la traduction en arabe des ouvrages issus de l'Empire byzantin. Adorateurs des étoiles, les Sabéens semblent avoir formé une communauté de païens hellénisés, qui conservèrent l'enseignement astrologique des Babyloniens jusqu'au Xe siècle. Adeptes de l'hermétisme, et de ce fait menacés physiquement, ils tentèrent en vain de faire admettre leur religion au nombre des cultes monothéistes officiels.
Le plus célèbre des sabéens de Harran est Thābit ibn Qurra, un mathématicien, astronome et astrologue, qui traduisit en arabe de très nombreux textes scientifiques grecs. Le théologien chrétien Théodore Abu Qurrah fut, de 795 à 812, évêque orthodoxe de Harran. C'est également la ville natale de l'astronome, astrologue et mathématicien Al-Battani (env. 855-923) et du théologien musulman Ibn Taymiyya (1263).

## Dans la Bible
Dans la Bible, Terah, le père d'Abraham, s'installe à Haran après avoir quitté Ur avec sa famille, et y meurt (Genèse 11, 31-32). Son arrière-petit-fils Laban, frère de Rébecca et beau-père de Jacob, y habite (Genèse 27, 43). Jacob lui-même séjourne chez Laban durant vingt ans, pendant lesquels il devient père de ses onze premiers fils et d'une fille. Ce sont les ancêtres des futures tribus d'Israël (Genèse 28-31).

## Dans la culture populaire
Le jeu vidéo Dying Light se déroule dans une ville nommée Harran.